# دانتا (باناسکانتا)
دانتا (به انگلیسی: Danta) یک منطقهٔ مسکونی در هند است که در Danta Taluka واقع شده‌است.